# Eustegia fraterna
Eustegia fraterna là một loài thực vật có hoa trong họ La bố ma. Loài này được Nicholas Edward Brown mô tả khoa học đầu tiên năm 1908.
Loài này phân bố ở tây nam tỉnh Cape, Nam Phi.